# Tirana
Tirana (albanska: Tiranë i grundform och Tirana i böjningsform, på lokalspråk även Tironë i grundform och Tirona i böjningsform) är huvudstaden i Albanien. Den är centralort i distriktet Tirana och residensstad för Tiranaprefekturen. Stadens befolkning uppgick till cirka 420 000 invånare vid folkräkningen 2011, medan hela storstadsområdet runt Tirana (inklusive hamnstaden Durrës) hade cirka 930 000 invånare vid samma tidpunkt.
Platsen är bebodd sedan antiken och staden grundades 1614. 
I "Gamla stan", som sträcker sig i öst och norr om torgen, finns ålderdomliga byggnader och arkitektur. Skanderbegtorget är belägen i stadens centrum, bredvid finns Etehem Bej-moskén, en kyrka och Kulturpalatset. Bland sevärdheter finns även Nationalhistoriska museet och Kommunistpartiets hus samt Shpella e Zezë.
Tirana är säte för många offentliga institutioner och universitet samt Albaniens kulturella, ekonomiska och politiska centrum.

## Geografi

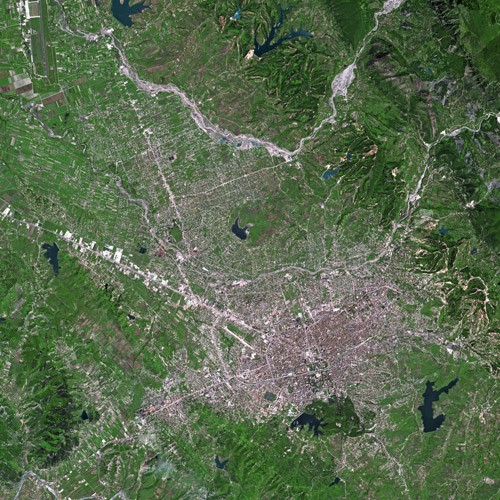
Satellitbild på Tirana.

Kommunen Tirana ligger i Tiranë distrikt vid floden Ishëm cirka 32 kilometer inåt land från Adriatiska havet. Tiranas genomsnittliga höjd är 110 meter över havet och dess högsta punkt är 1 828 meter. Staden är främst omgiven av kullar, med Dajti i öster och en liten dalöppning på den nordvästra utsikten över Adriatiska havet i fjärran. Staden gränsar de omgivande kommunerna Paskuqan, Dajt, Farkë, Vaqarr, Kashar och Kamëz. Genom staden flyter floden Lumi i Tiranës samt den mindre Lanaströmmen. 
Staden har fyra konstgjorda sjöar: Tiranas konstgjorda sjö, som byggdes vid stadsparken, Paskuqanisjön, Farkasjön och Tufinasjön.
Tirana är på samma breddgrad som Neapel, Madrid, Istanbul och New York samt på samma meridian som Budapest och Kraków.
Den befintliga distriktsindelningen från 2015 sammanfogade Tirana med de tidigare kommunerna Baldushk, Bërzhita, Dajt, Farka, Krrabë, Ndroq, Petrela, Peza, Shëgjergji, Tirana, Vaqarr, Zall-Bastar och Zall-Herr som blev kommunenheter. Enligt den senaste folkräkningen (2011) uppgick befolkningen till 418 495 på en yta av 1110,03 km2.

## Historia

### Antiken
Den yta som upptas av Tirana har varit befolkad sedan Paleolitikum hävdar Muzafer Korkuti, en albansk arkeolog och forskare. Man har hittat bevis nära Dajti och i Pellumba Cave för att Tirana och dess förorter tidigare var bebodda av illyrier.
Den äldsta upptäckten i centrala Tirana är ett romersk hus, som senare har omvandlats till en kyrka med mosaikgolv, med anor från 200-talet e.Kr. Ett slott möjligen kallas Tirkan eller Theranda vars kvarlevor finns längs Murat Toptani Street byggdes av kejsaren  Justinianus 520 e.Kr.

### Osmanska styret till och med första världskriget

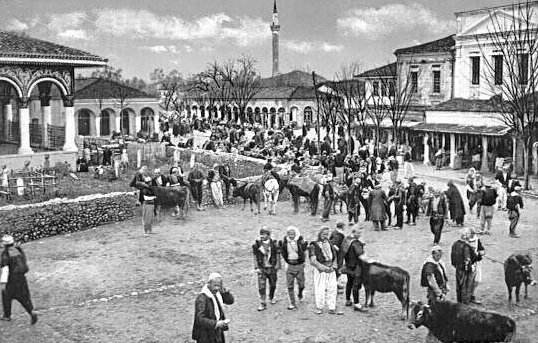
Tiranas basar mot slutet av 1800-talet.

1431-32 bestod Tirana av 60 bebodda områden, med nästan 2.028 hus och 7.300 invånare. Staden grundades 1614 av den osmanske generalen Süleyman Pascha som lät uppföra en moské, ett bageri och ett turkiskt bad på platsen som han döpte till Teheran efter en militär seger i Teheran i Persien. Staden var beläget längs tågrutter och växte snabbt i betydelse i början av 1900-talet. 

### Efter första världskriget
Tirana ersatte Durrës som huvudstad 1920 då albanerna gjorde uppror mot den italienska ockupationen som avslutade första världskriget. Under kung Zogs tid (1928-1939) anlitades italienska arkitekter för att återbygga och förfina staden för att ge staden en europeisk prägel. Italienska arkitekter ritade och byggde stora, vida boulevarder och robusta, eleganta regeringsbyggnader, hotell och palats.
Staden var säte för kommunistpartiet i Albanien som grundades 8 november 1941. Den albanska partisanarmén lyckades befria staden från de tyska och italienska ockupanterna i november 1944 och pressade ut dem mot hamnstaden Durrës.
Efter andra världskriget ödelades delar av stadens äldre bebyggelse av kommunisterna. Före den socialistiska förnyelsen av staden låg flera moskéer här. I den gamla staden existerar i dag ett flertal äldre byggnader.

## Klimat
Tirana har ett fuktigt subtropiskt klimat (Cfa enligt Köppens system) och får precis tillräckligt med nederbörd på sommaren för att inte klassas som medelhavsklimat eftersom varje sommarmånad får över 40 millimeter nederbörd. Tirana har heta, relativt torra somrar och kalla och nederbördsrika vintrar. Snö faller generellt någon enstaka gång under vinterhalvåret och vissa år kan man åka skidor vid Dajti.
|                                            | Jan  | Feb  | Mar  | Apr  | Maj  | Jun  | Jul  | Aug  | Sep  | Okt  | Nov  | Dec  |
| ------------------------------------------ | ---- | ---- | ---- | ---- | ---- | ---- | ---- | ---- | ---- | ---- | ---- | ---- |
| Normaldygnets maximitemperaturs medelvärde | 11,6 | 12,9 | 15,6 | 19,0 | 23,8 | 27,7 | 30,7 | 30,7 | 27,3 | 21,8 | 17,1 | 13,0 |
| Normaldygnets minimitemperaturs medelvärde | 1,8  | 2,6  | 4,5  | 7,9  | 12,1 | 15,6 | 17,2 | 16,9 | 14,1 | 10,1 | 6,3  | 3,2  |
|                                            |      |      |      |      |      |      |      |      |      |      |      |      |
| Nederbörd                                  | 143  | 132  | 115  | 104  | 103  | 68   | 42   | 46   | 78   | 114  | 172  | 148  |

| Diagram | temperaturer i °C • månadsnederbörd i mm • Källa: | temperaturer i °C • månadsnederbörd i mm • Källa: | temperaturer i °C • månadsnederbörd i mm • Källa: | temperaturer i °C • månadsnederbörd i mm • Källa: | temperaturer i °C • månadsnederbörd i mm • Källa: | temperaturer i °C • månadsnederbörd i mm • Källa: | temperaturer i °C • månadsnederbörd i mm • Källa: | temperaturer i °C • månadsnederbörd i mm • Källa: | temperaturer i °C • månadsnederbörd i mm • Källa: | temperaturer i °C • månadsnederbörd i mm • Källa: | temperaturer i °C • månadsnederbörd i mm • Källa: | temperaturer i °C • månadsnederbörd i mm • Källa: |
|         | 143 12 2                                          | 132 13 3                                          | 115 16 5                                          | 104 19 8                                          | 103 24 12                                         | 68 28 16                                          | 42 31 17                                          | 46 31 17                                          | 78 27 14                                          | 114 22 10                                         | 172 17 6                                          | 148 13 3                                          |

## Demografi

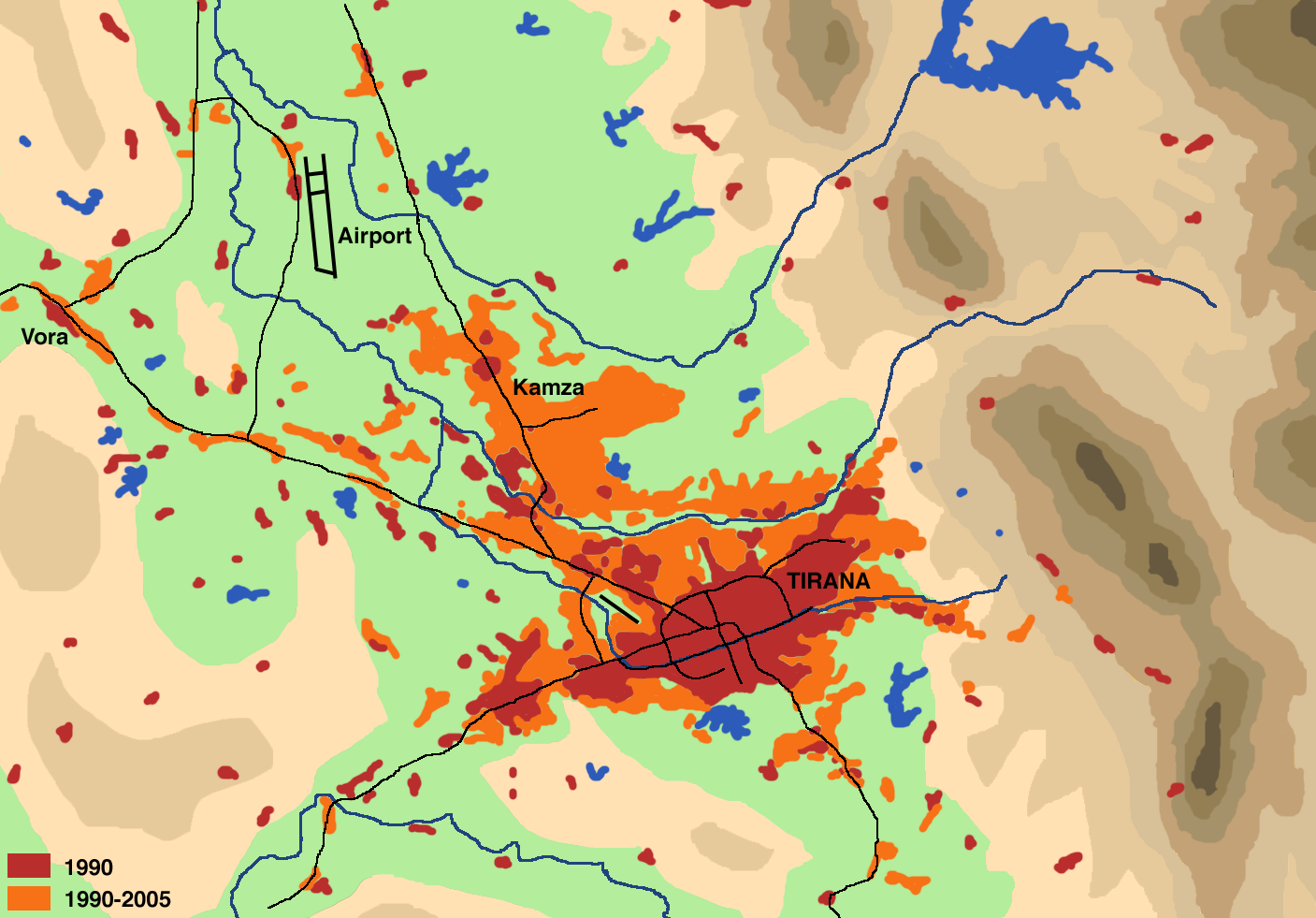
Tiranas expansion mellan 1990 och 2005.

Enligt den nationella folkräkningen 2011 var 526 017 personer bosatta i Tiranas urbana område. Landsbygden i Tiranë prefektur som ses som förorter till staden beboddes av 223 348 personer. Hela prefekturens befolkning låg på 749 365 invånare. Sett till kön är staden bebodd av något fler kvinnor; 378 778 jämfört med 370 587 män.
Religionsåskådningen i staden domineras av muslimer (inklusive landets Bektashi-minoritet) som uppgår till 65% av Tiranas befolkning. 11% av invånarna bekänner sig till någon form av kristendom medan 3% är ateister och 4% ser sig som troende utan benämning. I den senaste undersökningen av religion i staden valde dock 15% (113 000 personer) att inte svara på frågan.
På 1700-talet hade Tirana en invånarantal på omkring 4 000 och på 1800-talet cirka 12 000. På 1930-talet hade befolkningen ökat till omkring 25 000 och på 1940-talet till cirka 70 000. 
På 1950-talet upplevde staden en industriell utveckling och befolkningen ökade till nära 137 000 i början av 1960-talet. På 1990-talet hade Tirana en folkmängd på cirka 300 000, och vid den senaste genomförda folkräkningen (2011) var invånarantalet 418 495.
En person från Tirana kallas på albanska tiranas.
| Folkmängden nedan avser Tiranë prefektur från 1703 till 2011 med olika intervaller. Källa: Tiranas historiska befolkning |

## Kultur

### Sport
Tirana är ett stort centrum för sport i Albanien. Här låg mellan 1946 och 2016 landets största fotbollsarena, Qemal Stafa-stadion (kapacitet för 20 000 åskådare), som varit hem åt stadens största fotbollsklubb KF Tirana samt Albaniens herrlandslag i fotboll.  Den stängdes för internationell fotboll 2013 och revs i juni 2016 då man kommer att bygga en ny fotbollsarena på samma plats. Den nya arenan har givits namnet Arena Kombëtare (nationalarenan). Staden har ytterligare en stor fotbollsarena, Selman Stërmasi-stadion (kapacitet för 12 000 åskådare). Utöver KF Tirana har Tirana ytterligare två stora fotbollsklubbar: KF Partizani och KS Dinamo Tirana. År 2012 hade de Tirana-baserade klubbarna vunnit 57 av 72 fotbollssäsonger organiserade av FSHF, alltså 79% av dem.
För inomhussporter såsom basket och volleyboll huserar Tirana landets största inomhusarena, Pallati i Sportit Asllan Rusi som under Kosovokriget 1999 användes som flyktingläger.

## Transport
Staden fungerar som sammanfogning för de nationella vägarna SH1, SH2 och SH3. Konstruktion av en ringväg runt Tirana inleddes 2011. 
Att ta sig fram i Tirana lokalt görs via buss eller taxi. Officiella taxibilar har gula registreringsskyltar med röd text och har oftast taxameter. Bussresor utgår även från Tirana till kusten och norra och södra Albanien
Fram till 2013 hade Tirana en central järnvägsstation, Tiranas centralstation. Denna stängdes och ersattes av Kashars järnvägsstation som renoverades och öppnades för allmänheten 2015. Hållplatsen är dock belägen cirka 10 kilometer från stadens centrum. Passagerartåg utgår mot Librazhd via Elbasan, och Durrës. Det finns inga internationella tåglinjer, men en fraktlinje kör till Montenegro via Shkodra. 
17 kilometer nordväst om centrum ligger Tiranas internationella flygplats Moder Teresa, även känd som Rinas flygplats på grund av dess geografiska läge vid byn Rinas. Flygplatsen renoverades 2007 och är den största och enda med fasta avgångar från Albanien till övriga Europa. Varje år reser drygt 1,5 miljoner passagerare via flygplatsen. 
Närmsta hamn är Durrës hamn, som även är Albaniens största, 36 kilometer från Tirana. Från Durrës utgår internationella färjelinjer till städer i Italien, Kroatien, Grekland, Slovenien och Montenegro.
2011 installerades cykeluthyrningsystemet Ecovolis. Cyklar lånas vid fyra stationer i centrala Tirana, däribland Riniaparken. 

## Vänorter
Tirana har följande vänorter:
| - – Ankara, Turkiet - – Aten, Grekland - – Barcelona, Spanien - – Bryssel, Belgien - – Bukarest, Rumänien - – Bursa, Turkiet | - – Cobourg, Kanada - – Florens, Italien - – Genua, Italien - – Grand Rapids, USA - – Kiev, Ukraina - – Madrid, Spanien - – Marseille, Frankrike | - – Moskva, Ryssland - – Paris, Frankrike - – Peking Kina (sedan 2005) - – Prag, Tjeckien - – Pristina, Kosovo - – Podgorica, Montenegro - – Rom, Italien - – Seoul, Sydkorea | - – Sofia, Bulgarien - – Stockholm, Sverige - – Turin, Italien - – Ulcinj, Montenegro - – Vilnius, Litauen - – Zagreb, Kroatien - – Zaragoza, Spanien |